# Gypsy Kiss
Gypsy's Kiss var ett brittiskt heavy metal-band på 1970-talet. Steve Harris från Iron Maiden var med och skapade bandet tillsammans med Dave Smith. 1972 bildades den tidiga uppsättning av Gypsy Kiss som då hette Influence. De fem medlemmarna repade hemma hos Harris mormor, främst covers. Harris började skriva sina första låtar där,  han kom till exempel på riffet till "Innocent Exile" under tiden i bandet. Låten skulle senare hamna på Iron Maidens andra album, Killers
Influence medverkade på en talangjakt för unga musikband där de blev tvåa. Under den här talangjakten lärde Harris känna flera personer som skulle bli viktiga för Iron Maidens framtid. Efter talangjakten fick bandet även fler spelningar på små pubar i London. De bytte även namn till Gypsy Kiss inför sin andra spelning, detta lät bättre tyckte bandet. 
Men bandet gjorde endast fem spelningar tillsammans innan det började knaka i fogarna. Bandet splittrades på grund av att flera av medlemmarna tröttnade på att spela. Harris fortsatte och gick med i bandet Smiler. 